# 왕위 계승 방식
왕위 계승 방식(영어: line of hereditary succession)에는 다음과 같은 다섯 가지가 있다.
- 살리카법 (Salic law): 여성을 왕위 계승에서 완전히 배제하는 방식.[1][2][3]
  - 현존 - 일본, 사우디아라비아, 모로코, 요르단, 쿠웨이트, 바레인, 브루나이, 오만, 카타르, 통가의 왕실
  - 과거 - 알바니아, 프랑스, 이탈리아,  세르비아, 유고슬라비아, 몬테네그로, 불가리아, 루마니아, 프로이센, 올덴부르크, 중국, 한국의 왕실

- 준 살리카법(Semi-Salic law): 남계 후손의 절멸 시에만 여성의 왕위 계승을 인정하는 방식. 그 이후의 왕위 계승은 도로 살리카 법으로 되돌아간다. 한반도에서는 신라 시대에 3명의 여왕(선덕여왕, 진덕여왕, 진성여왕)이 배출되었다. 중국사에서는 2명의 여제(북위 효명제의 딸, 측천무후)가 나왔다. 룩셈부르크는 제1차 세계 대전 이전부터 1964년까지 두 명의 여대공이 통치한 바 있었다.
  - 현존 - 리히텐슈타인의 왕실
  - 과거 - 오스트리아-헝가리, 러시아, 바이에른, 바덴, 작센, 뷔르템베르크, 슈바르츠부르크루돌슈타트, 신라의 왕실

- 아들 우선 상속법 (Primogeniture): 국왕의 맏아들에게 왕위를 계승하되, 아들이 없을 경우 맏딸이 왕위를 계승하는 방식.
  - 현존 - 스페인, 모나코, 태국, 부탄, 레소토의 왕실
  - 과거 - 그리스, 포르투갈, 브라질의 왕실

- 절대적 맏이 상속법 (Absolute Primogeniture): 아들딸 구분없이 무조건 맏이가 왕위를 계승하는 방식. 스웨덴에서 1980년에 처음 채택했다.
  - 현존 - 영국, 스웨덴, 노르웨이, 네덜란드, 벨기에, 네덜란드, 룩셈부르크, 덴마크의 왕실

## 같이 보기
- 선거군주제